# Rafał Smoczyński
Rafał Smoczyński (ur. 1970) – socjolog, polski dziennikarz i publicysta, doktor habilitowany w zakresie socjologii. Pracuje na stanowisku profesora nadzwyczajnego w Instytucie Filozofii i Socjologii PAN.
Absolwent dziennikarstwa na Uniwersytecie Warszawskim oraz Szkoły Nauk Społecznych przy Instytucie Filozofii i Socjologii PAN. Studiował także m.in. na University of Sheffield (Wielka Brytania) i University of Portland (USA). Na początku lat 90. pracował w „Gazecie Wyborczej” i „Życiu Warszawy”. Zbiór swoich reportaży opublikował w książce Żadna rozrywka dla chłopaków (Lampa i Iskra Boża, Warszawa 1993).
W 1994 wraz z Grzegorzem Górnym stworzył kwartalnik „Fronda”. Od 1995 współredagował też program telewizyjny pod tym samym tytułem.
W 2001 zerwał ze środowiskiem „Frondy” i wyprowadził się z ośrodka Opus Dei (był numerariuszem tej organizacji).
Od tego czasu pisuje m.in. w „Życiu”, „Filmie”, „Gazecie Polskiej” i „Dzienniku”. W pracy naukowej zajmuje się m.in. socjologią ekonomiczną, kontrolą społeczną, teorią dyskursu.

## Wybrane publikacje
- Totem inteligencki. Arystokracja, szlachta i ziemiaństwo w polskiej przestrzeni społecznej (razem z Tomaszem Zaryckim, 2017)[2]